# Cómpeta
Cómpeta település Spanyolországban, Málaga tartományban. Cómpeta Alhama de Granada, Árchez, Canillas de Albaida, Nerja, Frigiliana, Torrox, Sayalonga és Otívar községekkel határos. Lakosainak száma 3735 fő (2024).

## Népesség
A település népessége az elmúlt években az alábbi módon változott:
| Lakosok száma | 2822 | 3364 | 3712 | 3854 | 3861 | 3459 | 3847 | 3922 | 3814 | 3735 |
|               | 2001 | 2004 | 2007 | 2009 | 2012 | 2014 | 2017 | 2019 | 2022 | 2024 |